# Matt Stairs
Matthew Wade Stairs (Saint John, Nuevo Brunswick, 27 de febrero de 1968) es un beisbolista canadiense. Juega para Washington Nationals y sus posiciones habituales son jardinero y primera base. 

## Trayectoria
Debutó el año 1992 con Montreal Expos y las temporadas siguientes prestó sus servicios a las franquicias de Boston Red Sox, Oakland Athletics, Chicago Cubs, Milwaukee Brewers, Pittsburgh Pirates, Kansas City Royals, Texas Rangers, Detroit Tigers y Toronto Blue Jays. 
A partir de 2008 fue contratado por Philadelphia Phillies, logrando la Serie Mundial de ese año, y participando asimismo en clásico de otoño de 2009. Posteriormente firmó para San Diego Padres (2010); y Washington Nationals (2011). En el line up también se ha desempeñado como bateador designado. 